# Vic Richardson
Pour les articles homonymes, voir Richardson.
Victor York Richardson (né le 7 septembre 1894 et décédé le 30 octobre 1969), communément appelé Vic Richardson, était un joueur de cricket australien.

## Biographie
Il a disputé son premier test pour l'équipe d'Australie en 1924. Il s'illustrait particulièrement en tant que batteur.
Il fut capitaine de l'équipe d'Australie et de l'équipe d'Australie-Méridionale.
Il s'illustra dans de nombreux autres sports : le baseball, le golf, le tennis, le basket-ball, la natation, la crosse et le football australien.
Ses petits-fils Ian, Greg et Trevor Chappell furent également internationaux australiens de cricket.

## Équipes
- Australie-Méridionale

## Sélections
- 19 sélections en test cricket de 1924 à 1936.